# Ellingen
Ellingen é um município da Alemanha, situado no distrito de Weißenburg-Gunzenhausen, no estado da Baviera. Tem 31,25 km² de área, e sua população em 2019 foi estimada em 3.851 habitantes.